# Daniel Rabinovich
Daniel Rabinovich (Buenos Aires, 18 de novembre de 1943 – Buenos Aires, 21 d'agost de 2015) fou un actor i humorista argentí, integrant del grup argentí de música i humor Les Luthiers.

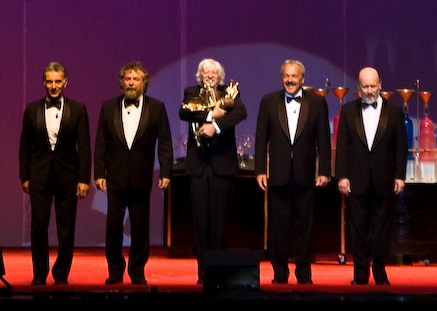
Final del recital de Les Luthiers titulat Los Premios Mastropiero. Daniel Rabinovich és el segon des de la dreta.

## Trajectòria
El 1969 es graduà com a escribà públic, professió que no exercí mai. Pertanyia al grup Les Luthiers des de la seva fundació el 1967. Tocava la guitarra i el violí, a més d'instruments informals com el "bass-pipe a vara" o el "calephone".
El 2012 li concediren la nacionalitat espanyola.

## Instruments que tocava

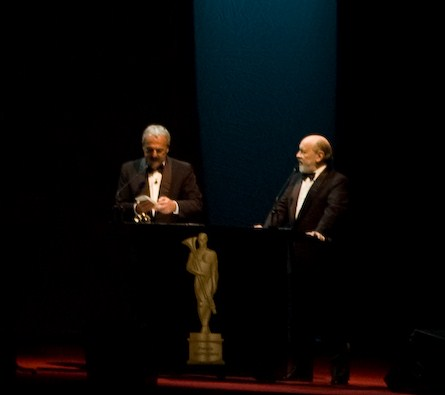
Daniel Rabinovich (esquerra) amb Marcos Mundstock.

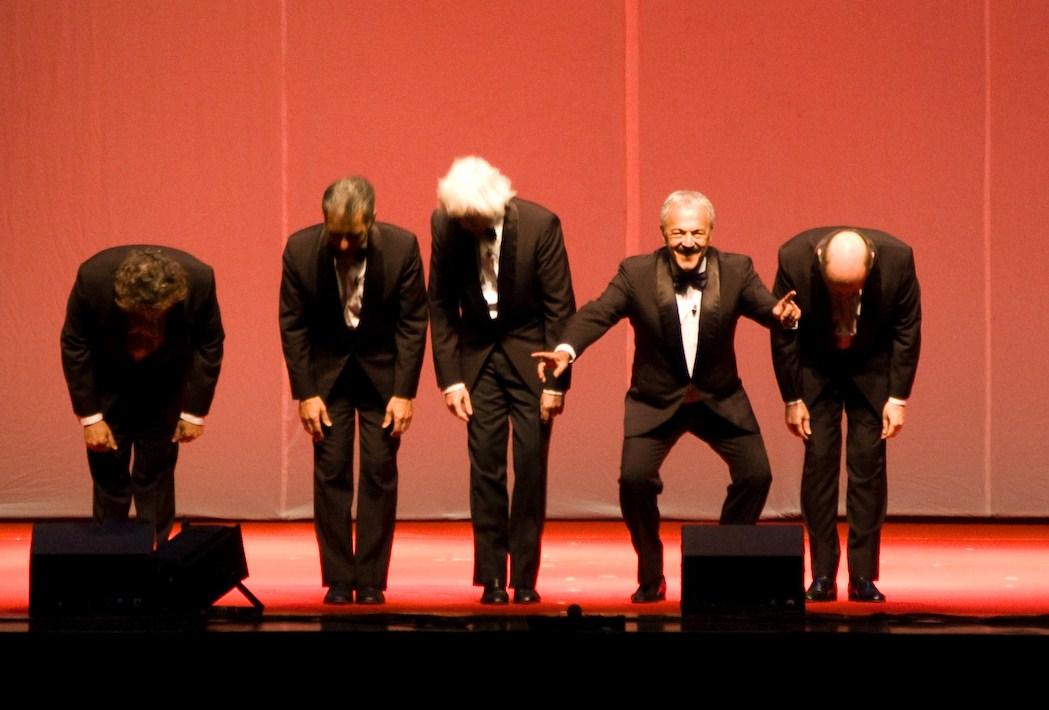
Inici del recital de Les Luthiers titulat Los Premios Mastropiero, amb una reverència formal de tots els membres del grup menys de Rabinovich, que destaca per la seva expressió histriònica.

Informals
- "alt-pipe a vara"
- "bass-pipe a vara"
- "caita de càmara"
- "calephone"
- "llatí"

Formals
- baix elèctric
- bateria
- bombo legüero
- conga
- flauta
- guitarra
- melòdica
- rototom
- sintetitzador
- sousafó
- tambura
- tarola
- timbales
- trombó
- vibraslap
- violí

## Llibres
- Cuentos en serio. Ediciones de la Flor (2003) ISBN 950-515-191-8 (pp 176)[2]
- El silencio del final (Nuevos cuentos en serio). Ediciones de la Flor (2004) ISBN 950-515-194-2 (pp 160)[3]

## Cinema
Protagonitzà escenes de la pantalla gran:
- 1983: Espérame mucho, de Juan José Jusid, com a Rissatti
- 2007: Cine negro, com a entrevistat
- 2007: ¿Quién dice que es fácil?, de Juan Taratuto, com a Simón
- 2008: Bolt, veu de Paloma en la versió espanyola i llatinoamericana
- 2011: Mi primera boda, d'Ariel Winograd, com a rabí
- 2012: Extraños en la noche, d'Alejandro Montiel, com a Héctor
- 2015: Papeles en el viento, de Taratuto

## Televisió
Participà en cicles televisius d'humor:
- 1989: Peor es nada, presentat per Jorge Guinzburg i Horacio Fontova
- 1991: Juana y sus hermanas
- 1996: Continuará
- 1999: La Argentina de Tato
- 2004: Tiempo final
- 2006: Algo habrán hecho por la historia argentina
- 2011: Recordando el show de Alejandro Molina

També a les sèries:
- 1996: Leche
- 2012: La dueña, amb Mirtha Legrand.

## Salut i defunció
El desembre de 2012, mentre Les Luthiers es trobaven de gira per Uruguai, patí un preinfart que no li permeté fer les últimes presentacions.
Degut a problemes cardíacs, morí el 21 d'agost de 2015, amb 71 anys.